# Lil Twist
Christopher Lynn Moore (Oak Cliff, 11 januari 1993) beter bekend onder zijn artiestennaam Lil Twist, is een Amerikaanse rapper. Hij heeft een contract bij het platenlabel Young Money Entertainment.

## Biografie
Lil Twist maakt muziek sinds zijn zevende. Hij bracht zijn eerste single op zijn tiende uit en toen hij twaalf was werd hij door Lil Wayne ontdekt tijdens een concert. Wayne heeft Twist later uitgenodigd in Atlanta om te kijken hoe hij in de studio presteerde.
Twist heeft diezelfde dag nog bij Young Money getekend waar zijn eerste single samen met Lil Chuckee, genaamd Girl I Got You van het Young Money-album, We are Young Money, werd opgenomen.
Lil Chuckee en Lil Twist werden vroeger ook wel de Young Hot Boyz genoemd, vernoemd naar de hip-hop groep waar Lil Wayne ook bij zat, genaamd Hot Boys.

## Discografie

### Albums
| Jaar | Titel                | Opmerkingen  |
| ---- | -------------------- | ------------ |
| 2013 | Don't Get It Twisted | Nog niet uit |

### Mixtapes
| Jaar | Titel            | Opmerkingen  |
| ---- | ---------------- | ------------ |
| 2009 | The Year Book    |              |
| 2009 | Class President  |              |
| 2010 | The Takeover     |              |
| 2011 | The Golden Child |              |
| 2012 | 3 Weeks In Miami | met Khalil   |
| 2013 | Wake Up          | Nog niet uit |

### Singles
| Jaar | Titel         | Opmerkingen      |
| ---- | ------------- | ---------------- |
| 2010 | Little Secret | met Bow Wow      |
| 2011 | Love Affair   | met Lil Wayne    |
| 2011 | New Money     | met Mishon       |
| 2012 | Turn't Up     | met Busta Rhymes |